# Tre Colli-Chirio
La Chirio-Tre Colli-Casa Giani è una squadra femminile italiana di ciclismo su strada che gareggia a livello nazionale. Il team ha sede a Montechiaro d'Asti, in Piemonte, ed è stato fondato nel 1991 da Franco Chirio. Dal 2005 al 2013 ha detenuto licenza di UCI Women's Team.

## Storia
Il team Chirio nasce per iniziativa di Franco Chirio, imprenditore nativo di Chiusano d'Asti e proprietario di una ditta di gelati. Chirio entra nel ciclismo nel 1991, inizialmente solo nel settore giovanile, sia maschile che femminile, poi nel mondo Elite femminile, grazie anche alle sponsorizzazioni Forno d'Asolo e Città del Ciclismo.
I principali successi della squadra arrivano nei primi anni 2000; la migliore annata è il 2002, con la bielorussa Zinaida Stahurskaja vincitrice della Grande Boucle Féminine Internationale e seconda al Giro Donne, e la russa Zul'fija Zabirova medaglia d'oro a cronometro ai mondiali di Zolder. L'anno si chiude con 27 vittorie nel calendario Elite.
Negli anni seguenti hanno vestito la casacca giallo-verde atlete come la tedesca Regina Schleicher, vincitrice di quattro tappe al Giro Donne 2003, le lituane Jolanta e Rasa Polikevičiūtė, la piacentina Giorgia Bronzini, vincitrice di tre tappe al Giro Donne 2005. Nel 2004, suo ultimo anno prima del ritiro, anche Alessandra Cappellotto, campionessa del mondo nel 1997 a San Sebastián, ha vestito la divisa della Chirio-Forno d'Asolo.
Le cicliste più rappresentative degli ultimi anni sono state l'ucraina Tetjana Stjažkina (2006-2008), la trentina Luisa Tamanini (2010) e la brasiliana Uenia Fernandes. La stagione 2011 vede l'arrivo in rosa, per una sola stagione, della neo campionessa del mondo in linea Giorgia Bronzini. Per la stagione 2014 la squadra confluisce nel team trevigiano Pasta Zara-Cogeas, diretto da Maurizio Fabretto, andando a formare la nuova Forno d'Asolo-Astute. Nel 2015 Chirio riprende l'attività a livello nazionale con il team Tre Colli-Forno d'Asolo, rinominato in Chirio-Tre Colli-Casa Giani nel 2016.

## Cronistoria

### Annuario
| Anno | Codice | Nome                        | Cat.    | Biciclette | Dirigenza                                                                                               |
| ---- | ------ | --------------------------- | ------- | ---------- | --- |
| 2002 | USC    | USCI Chirio                 | -       | ?          | Manager: Franco Chirio Dir. sportivi: Bruno Ferrero, Antonio Fanelli                                    |
| 2003 | USC    | USC Chirio-Forno d'Asolo    | -       | Turbo      | Manager: Franco Chirio Dir. sportivi: Antonio Fanelli, Dario Rossino, Ludovica Bertarione               |
| 2004 | USC    | USC Chirio-Forno d'Asolo    | -       | Turbo      | Manager: Franco Chirio Dir. sportivi: Antonio Fanelli                                                   |
| 2005 | USC    | USC Chirio-Forno d'Asolo    | WT      | Turbo      | Manager: Franco Chirio Dir. sportivi: Antonio Fanelli, Fabrizio Massa                                   |
| 2006 | USC    | USC Chirio-Forno d'Asolo    | WT      | Turbo      | Manager: Franco Chirio Dir. sportivi: Fabrizio Massa, Alfonso Mottola, Ludovica Pegoraro                |
| 2007 | USC    | USC Chirio-Forno d'Asolo    | WT      | Turbo      | Manager: Franco Chirio Dir. sportivi: Antonio Fanelli, Fabrizio Massa                                   |
| 2008 | USC    | USC Chirio-Forno d'Asolo    | WT      | ?          | Manager: Franco Chirio Dir. sportivi: Antonio Fanelli, Fabrizio Massa, Francesco Fabbri                 |
| 2009 | USC    | USC Chirio-Forno d'Asolo    | WT      | ?          | Manager: Franco Chirio                                                                                  |
| 2010 | USC    | USC Chirio-Forno d'Asolo    | WT      | ?          | Manager: Franco Chirio Dir. sportivi: Fabrizio Massa, Francesco Frattini                                |
| 2011 | FCL    | Forno d'Asolo-Colavita      | WT      | ?          | Manager: Franco Chirio Dir. sportivi: Antonio Contiero                                                  |
| 2012 | FCL    | Forno d'Asolo-Colavita      | WT      | ?          | Manager: Franco Chirio Dir. sportivi: Natale Dotta, Eduard Muselimyan, Corrado Salemi                   |
| 2013 | FCL    | Chirio-Forno d'Asolo        | WT      | Jamis      | Manager: Franco Chirio Dir. sportivi: Natale Dotta, Eduard Muselimyan, Corrado Salemi, Roberto Gaggioli |
| 2015 | TFA    | Tre Colli-Forno d'Asolo     | Elite 2 | Bianchi    | Manager: Franco Chirio                                                                                  |
| 2016 | TRE    | Chirio-Tre Colli-Casa Giani | Elite 2 | Bianchi    | Manager: Franco Chirio                                                                                  |

### Classifiche UCI
| Anno | Class.     | Pos. | Migliore cl. individuale    |
| ---- | ---------- | ---- | --------------------------- |
| 2002 | World Cal. | 6º   | Zinaida Stahurskaja (7º)    |
| 2002 | World Cup  | ?    | Zinaida Stahurskaja (32º)   |
| 2003 | World Cal. | 12º  | Regina Schleicher (8º)      |
| 2003 | World Cup  | ?    | Regina Schleicher (2º)      |
| 2004 | World Cal. | 16º  | Jolanta Polikevičiūtė (53º) |
| 2005 | World Cal. | ?    | ?                           |
| 2005 | World Cup  | ?    | Vera Carrara (122º)         |
| 2006 | World Cal. | 23º  | Tetjana Stjažkina (90º)     |
| 2007 | World Cal. | 20º  | Clemilda Fernandes (48º)    |
| 2008 | World Cal. | 15º  | Tetjana Stjažkina (39º)     |
| 2009 | World Cal. | 25º  | Janildes Silva (111º)       |
| 2010 | World Cal. | 22º  | Edita Janeliunaite (136º)   |
| 2010 | World Cup  | 34º  | Olena Olinyk (108º)         |
| 2011 | World Cal. | 7º   | Giorgia Bronzini (6º)       |
| 2011 | World Cup  | 21º  | Giorgia Bronzini (23º)      |
| 2012 | World Cal. | 28º  | Patricia Schwager (93º)     |
| 2013 | World Cal. | 16º  | Clemilda Fernandes (30º)    |
| 2013 | World Cup  | 12º  | Tetjana Rjabčenko (8º)      |

## Palmarès
Aggiornato al 31 dicembre 2015.

### Grandi Giri
- Giro d'Italia

Partecipazioni: 10 (2001, 2002, 2003, 2005, 2007, 2008, 2009, 2010, 2011, 2012, 2015)
Vittorie di tappa: 10
2002: 2 (2 Zinaida Stahurskaja)
2003: 5 (4 Regina Schleicher, 1 Zinaida Stahurskaja)
2005: 3 (3 Giorgia Bronzini)
Vittorie finali: 0
Altre classifiche: 0
- Grande Boucle

Partecipazioni: 5 (2002, 2005, 2006, 2007, 2008)
Vittorie di tappa: 4
2002: 3 (2 Zul'fija Zabirova, 1 Zinaida Stahurskaja)
2008: 1 (Rasa Polikevičiūtė)
Vittorie finali: 1
2002 (Zinaida Stahurskaja)
Altre classifiche: 6
2002: Scalatori (Zinaida Stahurskaja), Combinata (Zinaida Stahurskaja)
2006: Giovani (Taccjana Šarakova), Squadre
2007: Giovani (Olena Andruk)
2008: Scalatori (Jolanta Polikevičiūtė)

### Campionati nazionali
Strada
- Campionati argentini: 2

In linea: 2002, 2006 (Valeria Pintos)
- Campionati bielorussi: 2

In linea: 2005 (Taccjana Šarakova)
Cronometro: 2005 (Taccjana Šarakova)
- Campionati brasiliani: 3

In linea: 2005, 2008 (Clemilda Fernandes)
Cronometro: 2007 (Janildes Fernandes)
- Campionati cechi: 1

Cronometro: 2007 (Tereza Huřiková)
- Campionati giapponesi: 1

In linea: 2005 (Miho Oki)
- Campionati neozelandesi: 1

In linea: 2011 (Catherine Cheatley)
- Campionati russi: 1

Cronometro: 2002 (Zul'fija Zabirova)
- Campionati ucraini: 2

In linea: 2008 (Tetjana Stjažkina)
Cronometro: 2008 (Tetjana Stjažkina)
- Campionati venezuelani: 2

In linea: 2007 (Danielys García)
Cronometro: 2007 (Karelia Machado)
Ciclocross
- Campionati italiani: 1

2006 (Annabella Stopparo)

### Altri successi
Campionati del mondo
- Cronometro: 1

2002 (Zul'fija Zabirova)
- Corsa a punti: 1

2006 (Vera Carrara)

## Organico 2016
Aggiornato all'11 settembre 2016.

### Rosa
|  | Naz.                 |  | Sportivo              | Anno |  |  |
|  | -------------------- |  | --------------------- | ---- |  |  |
|  | Italia (bandiera)    |  | Isotta Barbieri       | 1995 |  |  |
|  | Italia (bandiera)    |  | Valentina Bastianelli | 1987 |  |  |
|  | Argentina (bandiera) |  | Florencia Delaporte   | 1995 |  |  |
|  | Italia (bandiera)    |  | Jasmine Dotti         | 1993 |  |  |
|  | Francia (bandiera)   |  | Fleur Faure           | 1993 |  |  |
|  | Italia (bandiera)    |  | Silvia Folloni        | 1995 |  |  |
|  | Italia (bandiera)    |  | Letizia Galvani       | 1996 |  |  |
|  | Italia (bandiera)    |  | Cristina Landriscina  | 1996 |  |  |
|  | Italia (bandiera)    |  | Aurora Mancini        | 1996 |  |  |
|  | Italia (bandiera)    |  | Emma Marcelli         | 1985 |  |  |
|  | Ucraina (bandiera)   |  | Olena Oliynik         | 1989 |  |  |
|  | Italia (bandiera)    |  | Angelica Riverditi    | 1996 |  |  |
|  | Italia (bandiera)    |  | Giulia Tonazzini      | 1986 |  |  |